# Pastinaca barbata
Pastinaca barbata är en flockblommig växtart som beskrevs av Koso-pol. Pastinaca barbata ingår i släktet palsternackor, och familjen flockblommiga växter. Inga underarter finns listade i Catalogue of Life.